# Вулиця Сержанта Мельничука (Кременчук)
Ву́лиця Сержанта Мельничука — одна з найдовших вулиць Кременчука. Протяжність близько 4000 метрів.

## Розташування
Вулиця розташована в північній та східній частинах міста. Починається з проспекту Свободи і прямує на північний-схід, де входить у Радгоспний тупик.
Проходить крізь такі вулиці (з початку вулиці до кінця):
- Черниша
- Межова
- Переяславська
- Європейська
- Провулок Веселий
- Провулок Героїв Маріуполя / Заміська
- Провулок Осипенко
- Провулок Кагамлицький
- Провулок Інтернаціональний
- Провулок Північний
- Провулок Сиваський
- Провулок Робітничий
- Провулок Токарний
- Провулок Вишневий
- Провулок Медовий
- Провулок Будівельний
- Провулок Сінний
- Тупик Проточний

## Опис
Вулиця розташована у спальній частині міста, тому на ній знаходиться невелика кількість неприватних будівель.

## Будівлі та об'єкти
ЗОШ № 1, у міському саду, що прилягає до вулиці, розташовується стадіон ФК «Кремня» , народне училище 1913—1914, яке є пам'яткою архітектури , вантажне поштове відділення Укрпошта 39620